# Orientalizirano obdobje
V arhaični fazi antične grške umetnosti je orientalizirano obdobje kulturno in umetnostno zgodovinsko obdobje, ki se je začelo v poznem delu 8. stoletja pr. n. št., ko je bil močan vpliv bolj naprednih umetnosti vzhodnega Sredozemlja in antičnega Bližnjega vzhoda. Glavni viri so bili  Sirija in Asirija in v manjši meri Fenicija, Izrael in Egipt; čeprav so prilagojeni motivi le redko kazali na en sam jasen vir.  Zajema nov orientaliziran slog, ki ga je spodbudila v tem obdobju povečana kulturna izmenjava v Egejskem svetu. Za obdobje je značilen premik od prevladujočega geometričnega sloga na slog z različnimi senzibilnostmi, ki so temeljile na vzhodu. Intenzivnost kulturne izmenjave v tem obdobju včasih primerjamo s pozno bronasto dobo.
Med ohranjenimi artefakti so glavni učinki opaženi pri poslikani keramiki in kovinah, kot tudi vgraviranih draguljih. Monumentalna in figurativna skulptura je bila manj izrazita,  tu se nov slog pogosto imenuje Dedalski. Videti je nove vrste obraza, še posebej na Kreti, s prevelikimi očmi v U- ali V-obliki obraza s horizontalnim čelom; to izhaja iz Bližnjega vzhoda.  Lončarstvo zagotavlja največje število primerov in kaže tri vrste novih motivov: živali, rastline in abstraktne like,  z veliko rastlinskimi zelo stiliziranimi elementi.
Rastlinski motivi, kot so palmeta, lotos in spiralne vitice so ostale značilnost grške dekoracije in preko njih bile poslane po večini Evrazije. Eksotične živali in pošasti, zlasti lev (ki ne izvira iz Grčije) in sfinge ter grifini so že na voljo na Knososu. 
Obdobje od približno 750 do 580 pred našim štetjem je tudi primerljivo z orientalizirano fazo etruščanske umetnosti. Kot narašča gospodarstvo, to spodbuja etruščanske družine za nakup tujih luksuznih izdelkov, ki vsebujejo vzhodne izpeljave motivov.  V tem času je tudi karijska umetnost in keramika prešla orientalizizacijo. 

## Ozadje
V tem obdobju so Asirci napredovali ob sredozemski obali, skupaj z grškimi in karijskimi plačanci, ki so bili aktivni tudi v vojski Psamtika I. v Egiptu. Nove skupine so začele tekmovati z uveljavljenimi sredozemskimi trgovci. V drugih delih Egejskega sveta so se pojavili podobni premiki prebivalstva. Feničani in Judje so se naselili na Cipru in v zahodnih regijah Grčije, medtem ko so Grki ustanovili trgovalne kolonije v  Al Mini, Siriji in  Ischii (Pithecusae) ob Tirenski obali Italije. Ta križišča so vodila v obdobje intenzivnega sposojanja v katerem so Grki (predvsem) prilagajali kulturne posebnosti semitskega vzhoda v svojo umetnost. 

## Novi materiali in spretnosti
Masivni uvoz surovin, vključno s kovinami in nova mobilnost med tujimi obrtniki je povzročilo nova obrtna znanja, ki so se predstavila v Grčiji. V Orientalizirani revoluciji: bližnje vzhodni vpliv na grško kulturo v zgodnji arhaični dobi Walterja Burkerta je opisano novo gibanje grške umetnosti kot revolucionarno: »Z bronastimi reliefi, tekstilom, pečati in drugimi izdelki, se je odprl cel svet vzhodnih podob, ki se ga je Grkom preveč mudilo sprejeti in spremeniti v teku orientalizirane revolucije«.  Mnogi grški miti izvirajo iz poskusov razlage in vključevanja tujih ikon v grški kult in prakso. Orientalski motivi kot sfinge, levi in lotos so se pojavili na grških izdelkih. 
Uvedba iz vzhoda prinesenega kalupa je omogočila veliko povečanje proizvodnje bronastih in terakota figuric, predvsem v primerjavi s prej votivnimi darovi. 

## Vpliv na mit in literaturo
Nekateri grški miti odražajo mezopotamsko literarno klasiko.  Trdijo, da je bila selitev vidcev in zdravilcev, ki so prenašali svoje znanje v divinacije in rituale čiščenja, skupaj z elementi svojih mitoloških modrosti. Intenzivna srečanja v obdobju orientalizizacije spremlja tudi izum grške abecede in karijske pisave, ki temelji na prejšnji slišni a neizgovorljivi levantinski pisavi, ki je povzročila spektakularen skok v pismenosti in literarni produkciji, ko se je ustno izročilo epa začelo zapisovati na uvožen egipčanski papirus (in občasno usnje).

## Orientaliziran slog v keramiki
V atiškem lončarstvu je bil značilen orientaliziran slog znan kot "proto-atiški", označen z rastlinskimi in živalskimi motivi; prvič so bile grške verske in mitološke teme zastopane v vaznem slikarstvu. Telesa ljudi in živali so bila prikazano kot silhueta, čeprav so bile njihove glave postavljene risarsko. Ženske so bile v celoti narisane. Na drugi strani je bilo pomembno središče tega obdobja Korint, kjer se je vpliv orientaliziranega sloga začel prej. Manjše, zelo podrobno poslikane vaze v "proto-korintskem" slogu, so že nakazale črno figuralno tehniko. 
Kulturna prevlada Vzhoda, arheološko identificirano lončenino, slonovino in kovine vzhodnega izvora najdemo v grških mestih, pomenijo način za temeljito helenizacijo uvoženih predmetov v arhaičnem obdobju, ki je sledilo. Na Zahodu so Etruščani prešli skozi orientalizirano fazo približno ob istem času, ca. 730-580 pr. n. št..
Od sredine šestega stoletja rast Ahemenidske oblasti v vzhodnem delu Egejskega morja in v Mali Aziji zmanjša količino vzhodnega blaga v grških mestih, ko so Perzijci začeli osvajati grška mesta v Joniji in obali Male Azije.